# Гуркі-к-Бродув
Гуркі-к-Бродув (пол. Górki k. Brodów) — село в Польщі, у гміні Броди Стараховицького повіту Свентокшиського воєводства.
У 1975-1998 роках село належало до Келецького воєводства.